# Tirez sur le pianiste
Pour plus de détails, voir Fiche technique et Distribution.
Tirez sur le pianiste est un film français réalisé par François Truffaut, sorti en 1960. Il s'agit d'une adaptation du roman de David Goodis intitulé Down There ou Shoot the Piano Player (1956).

## Synopsis
Édouard Saroyan est un pianiste de bar qui a été concertiste avant le suicide de son épouse Thérésa. Il vit désormais sous le pseudonyme de Charlie Kohler, entre Clarisse, une amie prostituée et Léna. Un beau soir, son frère Chico arrive à l'improviste dans le bar après quatre années d'absence. Il est poursuivi par deux complices déjantés avec qui il a fait un mauvais coup et qui s'en prennent à Édouard.

## Fiche technique
- Titre : Tirez sur le pianiste
- Réalisation : François Truffaut
- Scénario : François Truffaut, Marcel Moussy, adaptation du roman de David Goodis, Tirez sur le pianiste ! (Down There / Shoot the Piano Player, 1956)
- Dialogues : François Truffaut
- Musique : Georges Delerue (éditions Royalty)
  - Boby Lapointe : chansons Framboise, Marcelle, interprétées par Boby Lapointe du cheval d'or (éditions : Fontana)
  - Félix Leclerc : Dialogue d'amoureux interprété par Félix Leclerc et Lucienne Vernay (exclusivité des disques Philips) aux éditions musicales Tutti
  - Lucienne Vernay : Dialogue d'amoureux
- Photographie : Raoul Coutard
- Cameraman : Claude Beausoleil
- Montage : Claudine Bouché, Cécile Decugis
- Scripte : Suzanne Schiffman
- Assistant réalisateur : Francis Cognany, Robert Bober, Björn Johansen
- Photographe de plateau : Robert Lachenay
- Production : Pierre Braunberger
- Société de production : Les Films de la Pléiade
- Sociétés de distribution : Cocinor (France 1960), MK2 Éditions (France DVD), MK2 Productions (France version remastérisée) Astor Pictures Corporation (USA)
- Pays de production :  France
- Langue : français
- Format : Noir et blanc - 2,35:1 (Dyaliscope) - son mono - 35 mm
- Genre : drame et thriller
- Durée : 78 minutes
- Dates de sortie :
  - Royaume-Uni : 21 novembre 1960 (Festival du film de Londres)
  - France, Allemagne de l'Ouest : 25 novembre 1960
  - Royaume-Uni : 8 décembre 1960
  - Italie : 10 mai 1962
  - États-Unis : 23 juillet 1962
- Visa d'exploitation : 22.836 (Tout public)
- Affiche : Jouineau Bourduge (France)

## Distribution
- Charles Aznavour : Charlie Kohler / Édouard Saroyan
- Marie Dubois : Hélène dite Léna
- Nicole Berger : Thérésa Saroyan, la femme d'Édouard
- Michèle Mercier : Clarisse, la prostituée
- Serge Davri : Plyne, le patron du cabaret
- Claude Mansard : Momo, un des frères qui recherchent Charlie
- Richard Kanayan : Fido Saroyan
- Albert Rémy : Chico Saroyan
- Jean-Jacques Aslanian : Richard Saroyan
- Daniel Boulanger : Ernest, un des frères qui recherche Charlie
- Claude Heymann : Lars Schmeel, l'impresario
- Alex Joffé : le passant
- Boby Lapointe : le chanteur
- Catherine Lutz : Mammy
- Laure Paillette : la mère (non créditée)
- Alice Sapritch : la concierge (non créditée)

## Commentaires
Le roman policier de David Goodis est adapté avec humour et détachement : des gangsters plutôt sympathiques, prestation chaloupée et savoureuse de Boby Lapointe. Truffaut s'amuse avec le public et multiplie les surprises et digressions.
Les femmes sont le thème central du film. La plupart des personnages masculins, du plus timide comme Charlie Kohler (joué par Charles Aznavour) au plus grossier, ont une théorie sur la gent féminine. Le thème de l'amour, très présent dans les films de Truffaut, prend dans ce film plusieurs aspects suggérés par plusieurs personnages de femmes. Michèle Mercier incarne l'amour physique et détaché, alors que Marie Dubois incarne l'amour romantique.

## À noter
- Le film a été tourné du 30 novembre 1959 au 22 janvier 1960 à Paris, à Levallois-Perret et au Sappey-en-Chartreuse, dans les Alpes près de Grenoble.
- Boby Lapointe interprète deux chansons dans ce film (Framboise et Marcelle). À la demande des producteurs, qui la trouvaient incompréhensible, Framboise fut sous-titrée[1].
- Le film permettra à Charles Aznavour de connaître une notoriété naissante aux États-Unis.
- 42 ans après Tirez sur le pianiste, Charles Aznavour interprète dans le film Ararat de nouveau un personnage qui se nomme Édouard Saroyan, le nom de scène de son personnage dans le film de François Truffaut.
- Bernadette Lafont affirma avoir dû renoncer à jouer la prostituée parce que Claude Chabrol lui promettait un rôle nettement plus important dans son film Les Bonnes Femmes (1960) tourné dans la même période[2].